# Taree
Taree è una città australiana nel Nuovo Galles del Sud. Fu colonizzata nel 1831 da William Wynter. Da allora la città è cresciuta fino a raggiungere una popolazione di 26.381 abitanti, ed è il fulcro di un importante distretto agricolo. Si trova a 16 km dalla costa del Mar di Tasman e a 317 km a nord di Sydney.